# 알쇼르타 SC
알쇼르타 SC(아랍어: الشرطة, 영어: Al-Shorta Sports Club)는 바그다드를 연고로 하는 이라크의 축구팀이다. 이라크의 축구팀 가운데에서는 알라시드와 더불어 이라크 외부 대회를 우승한 팀으로, 국내에서 가장 성공한 팀이다.

## 역대 우승 기록
- 바그다드 슈퍼리그 : (6)

1962-63, 1966–67, 1967–68, 1968–69, 1969–70, 1971–72
- 움 알마락 컵 : (3)

2000, 2001, 2002
- 이라크 프리미어리그 : (4)

1979-80, 1997-98, 2012-13, 2013-14
- 아랍 폴리스 챔피언십 : (5)

1976, 1978, 1985, 1988, 2002
- 아랍 챔피언스리그 : (1)

1981-82

## 국제 대회 성적
- 아랍 폴리스 챔피언십 :

1976 : 우승
1978 : 우승
1985 : 우승
1988 : 우승
2002 : 우승
- 아랍 챔피언스리그 :

1981-82 : 우승
- AFC 챔피언스리그 : 4회 출전

1971 : 준우승 (정치적인 이유로 마카비 텔아비브 FC와의 결승전을 거부하였다.)
1999-2000: 8강 리그
2004 : 조별 예선
2005 : 조별 예선

## 선수 명단

### 현역
참고: FIFA 자격 규정에 따라 소속된 국가대표팀 국기를 표시합니다. 선수는 복수의 FIFA 비회원국 국적을 가지고 있을 수 있습니다.
| 번호 | 포지션 | 국적   | 이름              |
| ---- | ------ | ------ | ----------------- |
| 7    | FW     | 시리아 | 마흐무드 알마와스 |

| 번호 | 포지션 | 국적   | 이름          |
| ---- | ------ | ------ | ------------- |
| 23   | DF     | 모로코 | 아유브 무다네 |
| 28   | FW     |        | 루카스 산토스 |
| 30   | MF     | 시리아 | 파드 유세프   |
| 36   | DF     | 카메룬 | 살로몬 방가   |

## 역대 감독
| 감독                   | 임기   |
| ---------------------- | ------ |
| 라디 셰나이실          | 2016   |
| 아메드 살라 알완(대행) | 2018   |
| 아메드 살라 알완(대행) | 2019   |
| 아메드 살라 알완       | 2023   |
| 아메드 살라 알완       | 2024 ~ |